# Martin Heller

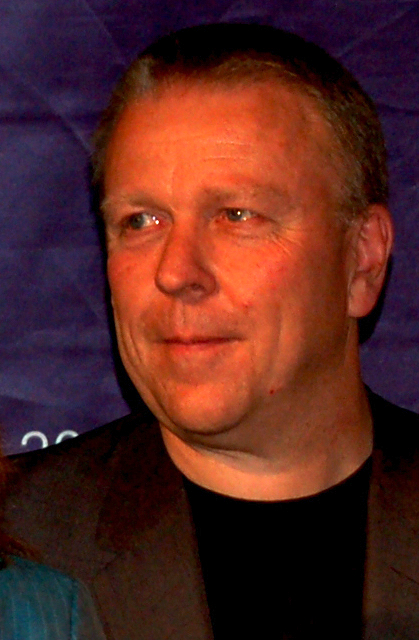
Martin Heller (2007)

Martin Heller (* 25. Oktober 1952 in Basel; † 22. Oktober 2021 in Zürich) war ein Schweizer Kulturunternehmer, Ausstellungsmacher, Kurator und Autor.

## Leben
Nach der Matura 1971 hat Martin Heller zunächst eine Ausbildung als Zeichenlehrer an der Kunstgewerbeschule in Basel absolviert, bevor er an der Universität Basel Ethnologie, Kunstgeschichte und Europäische Volkskunde studierte. Parallel dazu schrieb er Kunstkritiken, arbeitete als Vermittler und kuratierte erste Ausstellungen.
Ab 1986 war er Kurator, dann ab 1990 Direktor des Museums für Gestaltung Zürich, ab 1997 zudem Direktor des Museums Bellerive Zürich. Dort übernahm er unter anderem die Verantwortung für die Themenfelder Visuelle Kommunikation, Design, Fotografie und Populärkultur, für die Plakatsammlung (bis 1995) sowie für die Grafische Sammlung (bis 1992 und erneut ab 1997) und realisierte eine Vielzahl an Ausstellungen und Publikationen. Als Erster Vorsitzender des Schweizerischen Werkbundes realisierte er u. a. zahlreiche Tagungen zu Themen wie Heimat, Qualität und Ökologie sowie Gestaltungswettbewerbe. Dazu kamen Lehrveranstaltungen an Museen und Hochschulen im In- und Ausland, darunter Montreal, Paris, Universität Zürich, ETH Zürich. Zwischen 1995 und 1997 war er Gastprofessor an der Staatlichen Hochschule für Gestaltung Karlsruhe, ab 2000 Gastdozent an den Universitäten Bern (Nachdiplomstudium Fachdidaktik), Basel (Kulturmanagement), an der Universität für angewandte Kunst Wien (Exhibition und Cultural Communication Management) und an der Universität St. Gallen (Kultur und Wirtschaft). Von 1999 bis 2003 war Martin Heller künstlerischer Direktor der Schweizer Landesausstellung Expo.02. Danach arbeitete er als selbständiger Kulturunternehmer (Heller Enterprises Zürich), Autor und Ausstellungsmacher mit kulturpolitischen Projekten insbesondere in Deutschland, Österreich, Frankreich und der Schweiz. Von 2004 bis 2008 war er Verwaltungsrat der Vitra Holding AG. Ab 2005 war Martin Heller Intendant von Linz 2009 – Kulturhauptstadt Europas. Ab 2010 entwickelte er die Inhalte der Agora im Humboldt-Forum Berlin.
Heller lebte in Zürich und Berlin. Er starb im Oktober 2021, drei Tage vor Vollendung seines 69. Lebensjahres, nach schwerer Krankheit in Zürich. Er war verheiratet und hatte drei Töchter.

## Ausstellungen (Auswahl)

### Museum für Gestaltung Zürich
- 1987: Herzblut. Populäre Gestaltung aus der Schweiz (zusammen mit Walter Keller)
- 1988: Britische Sicht! Fotografie aus England (zusammen mit Maureen O. Paley)
- 1988: Anschläge. Plakatsprache in Zürich 1978-88 (zusammen mit Alain Marendaz)
- 1989: Welt-Geschichten. Fotoalben aus der Sammlung Herzog
- 1989: Imitationen. Nachahmung und Modell: Von der Lust am Falschen (zusammen mit Jörg Huber und Hans Ulrich Reck)
- 1990:  »Mit Pikasso macht man Kasso«. Kunst und Kunstwelt im Comic (zusammen mit Cuno Affolter und Urs Hangartner)
- 1990: Wichtige Bilder. Fotografie in der Schweiz (zusammen mit Urs Stahel)
- 1991: Werbung ist für alle da (zusammen mit Walter Keller)
- 1993: Zeitreise. Bilder, Maschinen, Strategien, Rätsel (zusammen mit Georg Christoph Tholen und Michael Scholl)
- 1994: Edward Quinn. Fotograf, Nizza
- 1994: Die 99 schlechtesten Plakate
- 1995: Ausstellung über Sicherheit und Zusammenarbeit (zusammen mit Ulrich Binder)
- 1995: Im Angesicht des Todes. Fotografien aus Kambodscha
- 1996: Universal. immer, überall, alles (zusammen mit Cornel Windlin)
- 1998: Dialog im Dunkeln (zusammen mit Eva Afuhs und Eva Keller)
- 1998: Medium – eine Welt dazwischen (zusammen mit André Vladimir Heiz und Michael Pfister)
- 1999: Die Schweizer Autobahn (zusammen mit Andreas Volk)

### Diverses
- 2010: Realstadt. Wünsche als Wirklichkeit (zusammen mit Angelika Fitz)
- 2010: Wir Manager! (zusammen mit Gesa Schneider)

## Publikationen (Auswahl)

### Museum für Gestaltung Zürich
- 1987: Herzblut. Populäre Gestaltung aus der Schweiz (zusammen mit Walter Keller), Zürich, ISBN 3-907065-25-5.
- 1988: Anschläge. Plakatsprache in Zürich 1978–88 (zusammen mit Alain Marendaz), Zürich, ISBN 978-3-90706530-3.
- 1989: Welt-Geschichten. Fotoalben aus der Sammlung Herzog, Zürich, ISBN 3-85791-159-X.
- 1989: Imitationen. Nachahmung und Modell: Von der Lust am Falschen (zusammen mit Jörg Huber und Hans Ulrich Reck), Basel/Zürich, ISBN 978-3-87877263-7.
- 1990:  »Mit Pikasso macht man Kasso«. Kunst und Kunstwelt im Comic (zusammen mit Cuno Affolter und Urs Hangartner), Zürich, ISBN 3-907010-50-7.
- 1990: Wichtige Bilder. Fotografie in der Schweiz (zusammen mit Urs Stahel), Zürich, Parkett-Der Alltag, ISBN 978-3-90508008-7.
- 1991: Werbung ist für alle da (zusammen mit Walter Keller). Zürich, ISBN 3-905080-11-7.
- 1993: Zeitreise (zusammen mit Georg Christoph Tholen). Zürich, ISBN 3-87877-409-5.
- 1994: Edward Quinn. Fotograf, Nizza. Zürich, ISBN 3-905080-50-8.
- 1995: Das Filmplakat (zusammen mit Wolfgang Beilenhoff). Zürich / Berlin / New York 1995, ISBN 3-9803851-7-5.
- 1995: Handbuch über Sicherheit und Zusammenarbeit (zusammen mit Ulrich Binder). Basel, ISBN 3-87877-561-X.
- 1996: Die Klasse (zusammen mit André Gelpke, Ulrich Görlich). Zürich, ISBN 3-907065-63-8.
- 1996: Universal. Immer, überall, alles (zusammen mit Cornel Windlin). Zürich, ISBN 3-907065-65-4.
- 1999: Die Schweizer Autobahn (zusammen mit Andreas Volk). Zürich, ISBN 3-907065-81-6.

### Diverses
- 2005: Das Hotel. Die Mauer. Die Zukunft der Natur. Das Buch zur Landesausstellung 05. Hrsg. Martin Heller, Benedikt Erhard. Tappeiner Verlag, Lana, Südtirol/Italien, ISBN 88-7073-367-X.
- 2006: Das Bremer Weltspiel. Stadt und Kultur. Ein Modell. Hrsg. Martin Heller, Lutz Liffers, Ulrike Osten. Projektbüro Bremer Weltspiel. transcript Verlag Bielefeld, ISBN 978-3-89942485-0.
- 2008: agent-provocateur.ch – Was uns ärgert und warum nicht.  Hrsg. Plinio Bachmann, Martin Heller. Scheidegger & Spiess Verlag, ISBN 978-3-85881-241-4.
- 2008: Linz Texas – eine Stadt mit Beziehungen. Ausstellungskatalog. Hrsg. Angelika Fitz, Martin Heller. OrganisationsGmbh, Springer-Verlag Wien/Linz 2009, ISBN 978-3-211-78896-7.
- 2009: Das Programm Linz 2009 – Kulturhauptstadt Europas. Hrsg. OrganisationsGmbh Linz, künstlerische Leitung: Martin Heller. Springer-Verlag, Wien, ISBN 978-3-21189215-2.
- 2010: Constantin Seibt: Wir Manager! Alles im Griff? Hrsg. Martin Heller, Gesa Schneider. Mit Essay Die Weltrevolution der Manager. Verlag NZZ Libro, Zürich, ISBN 978-3-03823-668-9.
- 2010: Realstadt. Wünsche als Wirklichkeit. Hrsg. Angelika Fitz, Martin Heller. Engelhardt und Bauer, Karlsruhe, ISBN 978-3-03-302748-0.

## Auszeichnungen (Auswahl)
- 2002: Oertli-Preis der Walter und Ambrosina Oertli-Stiftung: für Martin Hellers Verdienste über die Sprachgrenzen hinweg im Rahmen der Expo.02
- 2003: Design Preis Schweiz, Kategorie Merit (für besondere Verdienste)
- 2010: Österreichisches Ehrenkreuz für Wissenschaft und Kunst I. Klasse